# Ansitz Krafuß

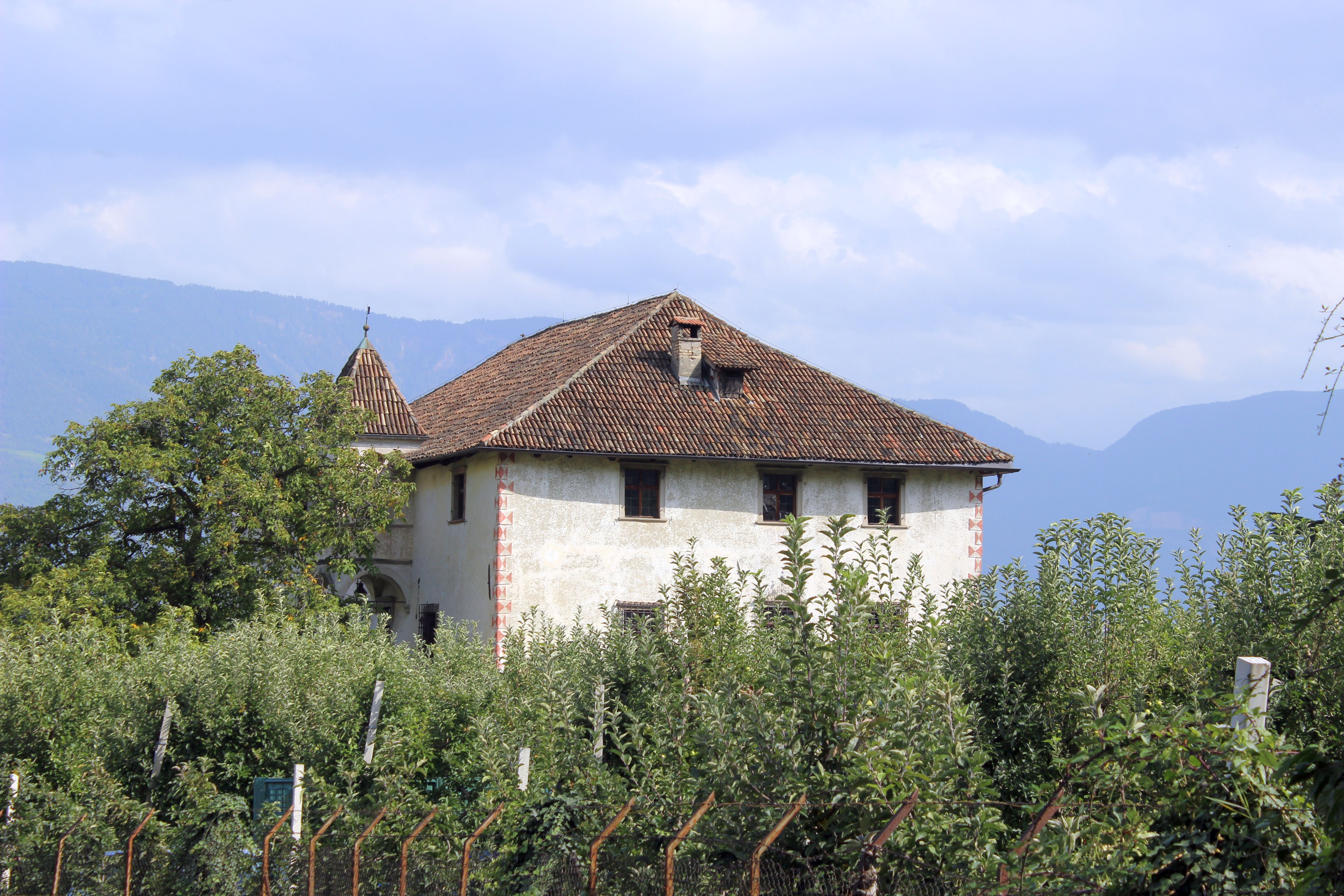
Ansitz Krafuß

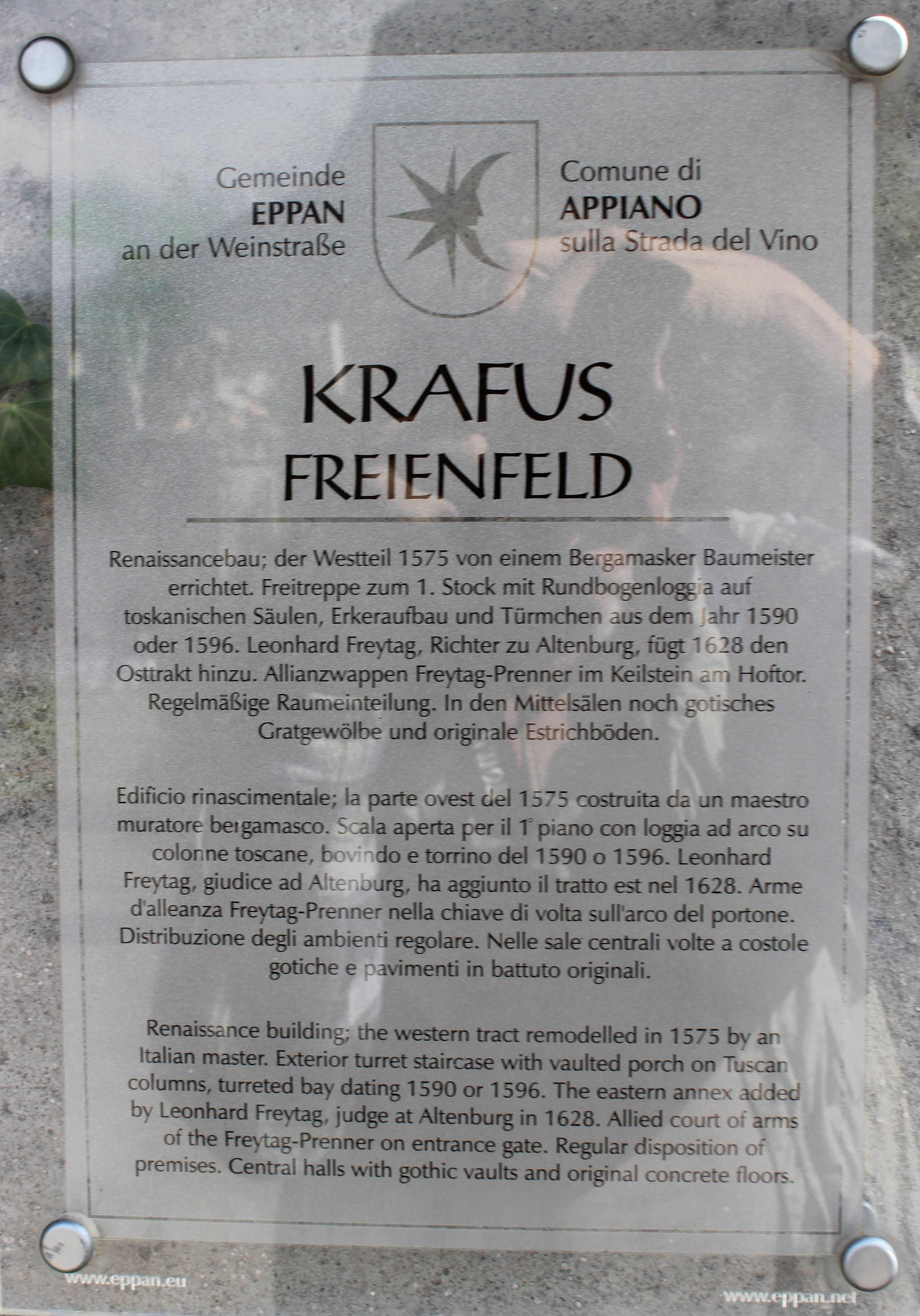
Infotafel

Der Ansitz Krafuß (auch Krafuss oder Krafus bzw. Freudenfeld, Freienfeld) ist ein alter Edelsitz und geschütztes Baudenkmal in St. Michael, einer Fraktion der Gemeinde Eppan in Südtirol.

## Geschichte
Anstelle eines bäuerlichen Weinhofes ließ um 1628 der Richter zu Altenburg Leonhard Freytag das Anwesen im Überetscher Stil umbauen und fügte den heutigen östlichen Gebäudetrakt hinzu. Das Allianzwappen über dem Hoftor zeugt von der Ehe Leonhard Freitags 1617 mit Ottilie Prunner. 1672 erhielt der damalige Eigentümer, der Steuereintreiber an der Etsch, Karl Freytag den tirolischen Adelsstand sowie das Adelsprädikat „von Freidenfeld“. In weiterer Folge ist der Ansitz auch unter dem Namen „Freudenfeld“ bekannt. Das Geschlecht nannte sich später „Freytag zu Freidenfeld und Platzegg“. Mitte des 18. Jahrhunderts war der Ansitz Freudenfeld im Eigentum der ebenfalls geadelten Familie von Schrentewein. Im späten 18. Jahrhundert besaß ihn Georg Michael Schrentewein. 1814 fiel das Anwesen an einen Bauern. Seit 1951 steht Krafuß unter Denkmalschutz. Heute gehört das Anwesen der Familie Riz, die auf dem umgebenden Grundstück eigenen Wein anbaut.